# Спірос Валлас
Спірос Валлас (грец. Σπύρος Βάλλας, нар. 26 серпня 1981, Елассона) — грецький футболіст, що грав на позиції захисника. Виступав, зокрема, за «Олімпіакос», а також національну збірну Греції.

## Клубна кар'єра
Народився 26 серпня 1981 року в місті Елассона. Вихованець футбольної школи клубу «Шкода Ксанті». Дорослу футбольну кар'єру розпочав 1999 року в основній команді того ж клубу, в якій провів чотири сезони, взявши участь у 54 матчах чемпіонату.
Своєю грою за цю команду привернув увагу представників тренерського штабу клубу «Олімпіакос», до складу якого приєднався влітку 2003 року. У свій перший сезон у складі «червоно-білих» він провів 15 матчів чемпіонату, забив три голи, дебютувавши у першому матчі сезону 2003/04 у виїзній грі проти ПАОКа (2:0), а в лютому 2004 року він забив свій перший гол за команду в переможному матчі проти «Калітеї» (2:1). Незважаючи на його початкові багатообіцяючі результати, подальші результати були нерівними: у сезоні 2004/05 років він грав мало, зігравши 8 ігор, але виграв «золотий дубль», тоді як наступного року він грав лише в одній грі чемпіонату, але знову виграв чемпіонат і кубок. В результаті його віддали в оренду до «Лариси», з якою він виграв Кубок у сезоні 2006/07.
2007 року повернувся до клубу «Шкода Ксанті», за який відіграв ще 7 сезонів. Більшість часу, проведеного у складі «Шкода Ксанті», був основним гравцем захисту команди. Завершив професійну кар'єру футболіста виступами за команду «Шкода Ксанті» у 2014 році.

## Виступи за збірні
2002 року залучався до складу молодіжної збірної Греції, з якою був учасником молодіжного чемпіонату Європи 2002 року у Швейцарії, на якому греки не подолали груповий етап.
2004 року захищав кольори олімпійської збірної Греції, з якою брав участь в Літніх Олімпійських іграх в Афінах, де провів 3 матчі.
29 січня 2003 року дебютував в офіційних матчах у складі національної збірної Греції в товариській грі з Кіпром (2:1). 12 лютого він зіграв свій другий і останній матч, у якому Греція з мінімальним рахунком 1:0 обіграла Норвегію, це був його останній матч в основній збірній.

## Статистика виступів

### Статистика виступів за збірну
| Дата      | Місто    | Господарі | Результат | Гості    | Турнір           | Голи | Примітки |
| --------- | -------- | --------- | --------- | -------- | ---------------- | ---- | -------- |
| 29-1-2003 | Ларнака  | Кіпр      | 1 – 2     | Греція   | товариський матч | -    | 45'      |
| 12-2-2003 | Іракліон | Греція    | 1 – 0     | Норвегія | товариський матч | -    | 58'      |
| Усього    |          | Матчів    | 2         |          | Голів            | 0    |          |

## Титули і досягнення
- Чемпіон Греції (2):

«Олімпіакос»: 2004/05, 2005/06
- Володар Кубка Греції (3):

«Олімпіакос»: 2004/05, 2005/06
«Лариса»: 2006/07